# Stanisław Wolański (oficer MO)

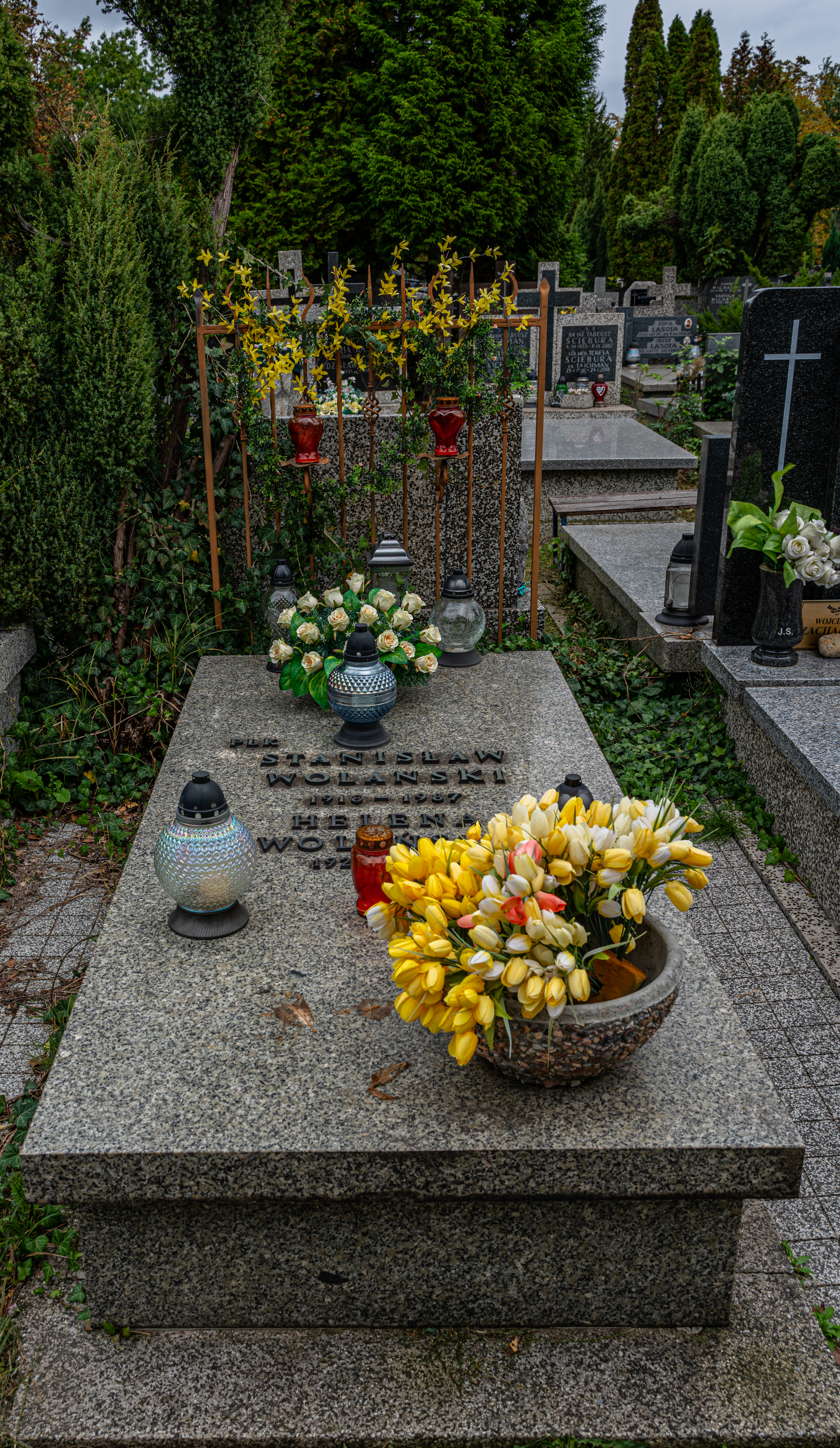
Grób Stanisława Wolańskiego na cmentarzu Komunalnym Północnym w Warszawie

Stanisław Wolański (ur. 10 stycznia 1918 w Pionowicach, zm. 25 marca 1987) – pułkownik Milicji Obywatelskiej, Komendant Główny Milicji Obywatelskiej w latach 1953–1956, oficer polityczny, szef sztabu Korpusu Bezpieczeństwa Wewnętrznego w latach 1948–1950, dyrektor Departamentu IX Ministerstwa Bezpieczeństwa Publicznego (1953), wicedyrektor Departamentu III Ministerstwa Bezpieczeństwa Publicznego (1950–1953).

## Życiorys
Syn Michała i Katarzyny, skończył 7 klas szkoły powszechnej i 3 zawodowe kursy wieczorowe, 1933–1938 był członkiem Komunistycznego Związku Młodzieży Zachodniej Ukrainy (KZMZU). Trzykrotnie aresztowany za działalność antypaństwową, po agresji ZSRR na Polskę 17 września 1939 wstąpił do czerwonej milicji, a od października 1939 do lutego 1940 był naczelnikiem więzienia w Drohobyczu. Od 15 kwietnia 1941 do grudnia 1943 był żołnierzem Armii Czerwonej, następnie do lutego 1944 dowódca drużyny w Polskim Samodzielnym Batalionie Specjalnym. Skończył kurs minerski, kurs instruktorów składaczy spadochronowych i kurs dowódców oddziałów przy PSBS. Od maja 1944 zastępca dowódcy kompanii strzeleckiej w PSBS, od czerwca 1944 szef Wydziału Polityczno-Wychowawczego, od listopada 1944 zastępca dowódcy 1 Batalionu Szturmowego w Jastkowie ds. polityczno-wychowawczych. Od lutego 1945 zastępca dowódcy 1 Samodzielnej Brygady Wojsk Wewnętrznych w Kielcach ds. polityczno-wychowawczych. Od czerwca 1945 zastępca dowódcy ds. polityczno-wychowawczych 15 Specjalnego Pułku KBW w Prudniku. Brał bardzo aktywny udział w walce z „reakcyjnymi bandami”, czyli antykomunistycznym podziemiem niepodległościowym; dowodzona przez niego brygada przeprowadziła ok. 260 operacji i miała 8 starć z „bandami”, w czasie których zabito 30 i schwytano 55 „bandytów”, zdobyto 110 sztuk broni i zniszczono 192 bunkry. Od października 1945 oficer polityczny Wojsk Bezpieczeństwa Wewnętrznego (WBW) we Wrocławiu, od sierpnia 1946 zastępca dowódcy wrocławskich WBW ds. liniowych, a od października 1946 dowódca WBW we Wrocławiu. IV-IX 1947 dowodził 2 Brygadą KBW w ramach operacji „Wisła”. Od początku 1948 p.o. dowódcy 4 Brygady KBW w Warszawie, od września 1948 szef sztabu KBW (do 1 września 1950).
Następnie przeniesiony do służby w MBP na stanowisko zastępcy dyrektora Departamentu III, a od stycznia do października 1953 dyrektora Departamentu IX. Potem mianowany Komendantem Głównym MO (od 22 października 1953 do 12 czerwca 1956). Skierowany do Akademii Sztabu Generalnego MON, której nie ukończył (1957-). Zwolniony do rezerwy w 1959.
W 1951 jako wicedyrektor Departamentu III kierował rozpracowaniem antykomunistycznych oddziałów partyzanckich Kazimierza Kamieńskiego „Huzara” i Hieronima Rogińskiego „Roga” na Białostocczyźnie. Delegowany jako kierownik grupy operacyjnej do województwa lubelskiego w celu likwidacji grupy partyzanckiej Edwarda Taraszkiewicza „Żelaznego”. Pochowany na cmentarzu Północnym w Warszawie.